# トヨタカローラ福島
トヨタカローラ福島株式会社（トヨタカローラふくしま）は、福島県郡山市に本社を置く自動車販売会社。

## 概要
- 1961年（昭和36年）の創業。福島県内の中通り地方・会津地方を中心にトヨタ系の自動車販売を展開。

## 店舗
- 郡山店（〒963-8843 郡山市字川向61  TEL:024-945-0200）
- 朝日店（〒963-8024 郡山市朝日3丁目2-29  TEL:024-991-5551）
- 富田店（〒963-8041 郡山市富田町字町西14番4号  TEL:024-951-0200）
- 日和田店（〒963-0534 郡山市日和田町字原12番地の23  TEL:024-958-2477）
- ふねひき店（〒963-4312 田村市船引町大字船引字小沢川代86の1  TEL:0247-82-5220）
- 須賀川店（〒962-0006 須賀川市山寺道19-3  TEL:0248-76-1145）
- 白河店（〒961-8043 西白河郡西郷村字石塚南１３  TEL:0248-24-1226）
- 棚倉店（〒963-5663 東白川郡棚倉町大字流字永君1番地の1  TEL:0247-33-4163）
- 福島店（〒960-8153 福島市黒岩字中沖60番地  TEL:024-546-4101）
- 西中央店（〒960-8074 福島市西中央2丁目1番地  TEL:024-533-0021）
- 北福島店（〒960-0113 福島市北矢野目字小原田西13番地の1  TEL:024-553-1513）
- 鎌田店（〒960-0102 福島市鎌田字蛭川2-6  TEL:024-553-1515）
- 二本松店（〒964-0869 二本松市大平山54番地の1  TEL:0243-23-0781）
- 会津店（〒965-0838 会津若松市古川町1-5  TEL:0242-26-5700）
- 城北店（〒965-0057 会津若松市町北町大字藤室字横道159番地の2  TEL:0242-25-2255）
- 喜多方店（〒966-0049 喜多方市字長面3088番地  TEL:0241-22-5511）
- 坂下店（〒969-6521 河沼郡会津坂下町大字金上字辰巳90-1  TEL:0242-82-4670）
- 田島店（〒967-0004 南会津町大字田島字西上川原乙80-1  TEL:0241-62-2600）
- 西会津店（〒969-4406 耶麻郡西会津町野沢字原町616  TEL:0241-45-2816）
- PiPit福島店/CAR BUY福島店（〒960-8153 福島市黒岩字素利町25-2  TEL:024-544-1670）

## 沿革
- 1961年 - 「パブリカ福島株式会社設立」設立。
- 1967年 -  社名を『トヨタカローラ福島株式会社』に変更。
- 1993年 - 「株式会社テクノセンター福島」設立
- 2011年 -  設立50周年を迎える
- 2020年 - トヨタ車の取扱車種拡大

## 取り扱い車種

### コンパクト
- カローラスポーツ
- アクア
- ヤリス
- トヨタ・ルーミー
- パッソ

### セダン
- MIRAI
- カムリ
- プリウス
- プリウスPHV
- カローラ
- カローラアクシオ

### ステーションワゴン
- カローラツーリング
- カローラフィールダー

### ミニバン
- グランエース
- アルファード
- ヴェルファイア
- ノア
- ヴォクシー
- エスクァイア
- シエンタ
- ハイエースワゴン

### SUV
- クラウン
- ランドクルーザー
- ランドクルーザープラド
- ハイラックス
- ハリアー
- RAV4
- RAV4 PHV
- C-HR
- ライズ
- ヤリスクロス
- カローラクロス

### スポーツ
- 86
- GRスープラ
- コペンGR SPORT
- GRヤリス
- GRカローラ

### 軽自動車
- ピクシスメガ
- ピクシスジョイ
- ピクシスエポック
- ピクシスバン
- ピクシストラック

### 商用車
- ダイナ
- ハイエースコミューター
- ハイエースバン
- プロボックス
- タウンエースバン
- タウンエーストラック

## 福島県内の他のトヨタ販売チャネル
- 福島トヨタ自動車（トヨタ店）
- 福島トヨペット（トヨペット店）
- トヨタカローラいわき（トヨタカローラ店）
- ネッツトヨタ福島（ネッツ店）
- ネッツトヨタ郡山（ネッツ店）
- ネッツトヨタノヴェルふくしま（ネッツ店）